# Valkirias
Valkirias és una pel·lícula de curtmetratge documental de caràcter social del 2007 dirigida per Eduardo Soler Calvo.

## Sinopsi
Les infermeres, heroïnes del quotidià, viuen immerses en un ofici de sous baixos i molt desgast que requereix alguna cosa més que talent i bona disposició. La protagonista, cap d'infermeres d'una residència geriàtrica, comença a treballar a les set del matí si no li ha tocat torn de nit, tenint cura de persones que necessiten atenció social, proporcionant-les-hi higiene, alimentació, i fins i tot conversa per mantenir-los desperts. El curt és un homenatge a les infermeres a les que compara a les mitològiques valquíries, invisibles per la resta dels mortals, que recollien els caiguts en la batalla per facilitar-los el pas per una realitat i un temps que se'ls acaba.

## Nominacions
Nominada al Goya al millor curtmetratge documental (2008). També fou exhibida a la Setmana de Cinema Iberoamericà de Villaverde.